# 滝川一忠
滝川 一忠（たきがわ かずただ、天文22年（1553年） - 元和元年（1615年））は、戦国時代の武将。滝川一益の長男。一時、辰政、知ト斎は弟というが後者2名は系図にはない。子に一積。

## 略歴
天正10年（1582年）の本能寺の変後、父の一益や弟の一時と共に柴田勝家と組んで羽柴秀吉と敵対するが、やがて賤ヶ岳の戦いで勝家が敗死すると秀吉に降伏する。
天正12年（1584年）の小牧・長久手の戦いにも父に従い参戦したが、蟹江城合戦で徳川家康・織田信雄の連合軍に敗れ、秀吉に責任を取らされて追放処分とされる。余生はどの大名にも仕えることなく、生涯を浪人として過ごした。